# Coleophora helianthemella
Coleophora helianthemella is een vlinder uit de familie kokermotten (Coleophoridae). De wetenschappelijke naam is voor het eerst geldig gepubliceerd in 1870 door Millière.
De soort komt voor in Europa.